# FastMail
FastMail — австралийская компания, предоставляющая услуги электронной почты. Спектр действия компании распространяется не только на частных клиентов, но и на малый и средний бизнес.
После того, как 30 апреля 2010 года Opera Software приобрела FastMail, норвежцами было объявлено, что планируется обновление как собственного проекта Opera Web Mail, давно потерявшего популярность среди пользователей из-за прекращения развития, так и улучшение FastMail. База пользователей Opera Web Mail будет перенесена на сервера FastMail. Помимо этого будет осуществлена интеграция с браузером Opera (в том числе улучшение почтового клиента Opera Mail), социальной сетью My Opera. Opera Software открыла свой офис в Мельбурне на базе существующего FastMail.
26 сентября 2013 года FastMail объявили об отсоединении от Opera и стали частной независимой компанией.

## Возможности сервиса электронной почты
- Поддержка протоколов IMAP, POP, SMTP, FTP, WebDAV, SSL,
- Отправка SMS по протоколу SMTP,
- Доступ к почте с мобильного телефона,
- Временные SMS-пароли,
- Сервис мгновенных сообщений,
- Пространство для фотографий и других файлов,
- Защита от вирусов и спама,
- Адресная книга (протокол LDAP)[7].

### Статьи
- FastMail — professional email : [арх. 25 апреля 2012] // Joggernet.com
- Kevin Savetz. Inbox Tamers : [арх. 25 апреля 2012] // PCworld.com
- Heinz Tschabitscher. [email.about.com/cs/freeemailreviews/gr/fastmail_free.htm FastMail — Email Service] : [арх. 25 апреля 2012] // About.com

### Сайты
- Официальный сайт (англ.)
- FastMail в X